# Poecilopheosia grisea
Poecilopheosia grisea är en fjärilsart som beskrevs av Swinhoe 1892. Poecilopheosia grisea ingår i släktet Poecilopheosia och familjen tandspinnare. Inga underarter finns listade i Catalogue of Life.